# Сарбиці-Перші
Сарбиці-Перші (пол. Sarbice Pierwsze) — село в Польщі, у гміні Лопушно Келецького повіту Свентокшиського воєводства.
Населення — 256 осіб (2011).
У 1975-1998 роках село належало до Келецького воєводства.

## Демографія
Демографічна структура на день 31 березня 2011 року:
|          | Загалом | Допрацездатний вік | Працездатний вік | Постпрацездатний вік |
| -------- | ------- | ------------------ | ---------------- | -------------------- |
| Чоловіки | 135     | 25                 | 87               | 23                   |
| Жінки    | 121     | 24                 | 63               | 34                   |
| Разом    | 256     | 49                 | 150              | 57                   |